# Rue des Frères-Périer
La rue des Frères-Périer est une voie du 16e arrondissement de Paris, en France.

## Situation et accès

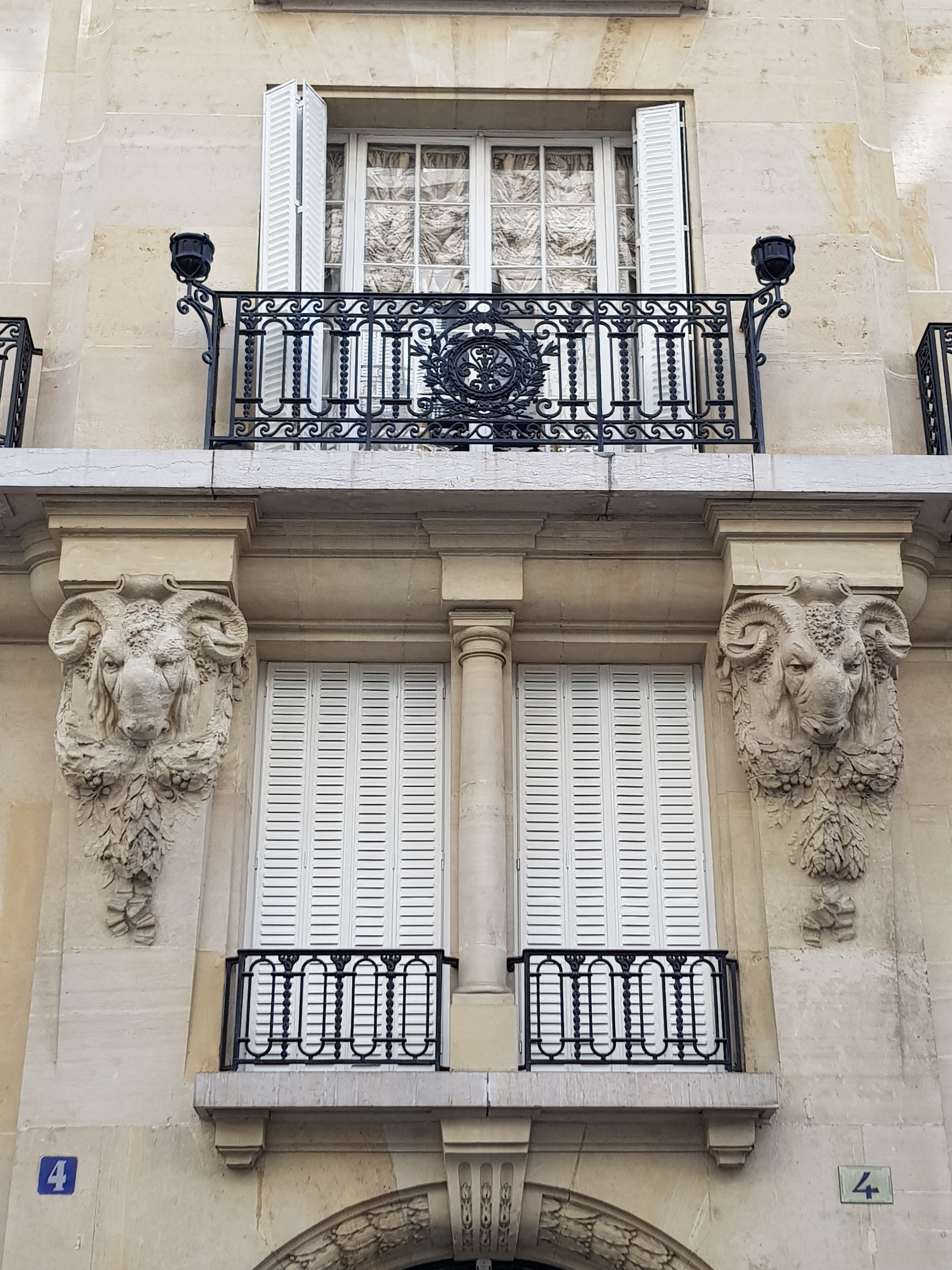
No 4 : détail de la façade.

La rue des Frères-Périer est une voie publique située dans le 16e arrondissement de Paris. Elle débute entre les nos 2 et 4 de l'avenue de New-York au sud et se termine entre les nos 1 et 3 de l'avenue du Président-Wilson au nord.
L'avenue Marceau se situe dans son prolongement, de l'autre côté de l'avenue du Président-Wilson.
Le quartier est desservi par la ligne 9 à la station Alma - Marceau.

## Origine du nom

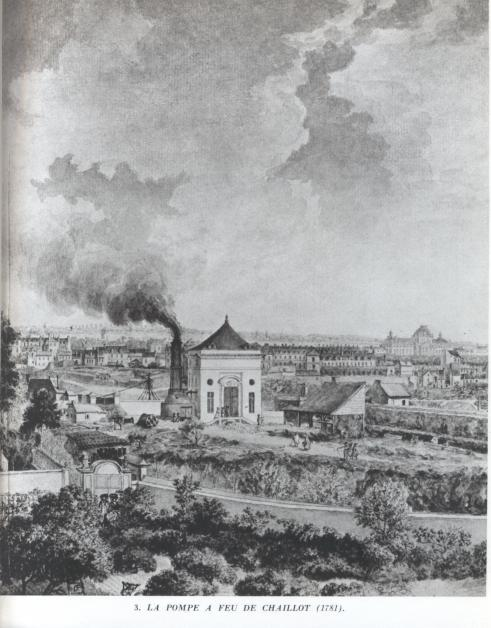
La pompe à feu de Chaillot, à l'emplacement de la rue, en 1781.

La rue porte ce nom car elle est située à l'emplacement de l'ancienne pompe à feu de Chaillot, première pompe à feu de Paris, créée par les ingénieurs et frères Jacques-Constantin (1742-1818) et Auguste-Charles Périer.
Le site est connu depuis 1514 sous le nom de propriété l'Orangerie, composé de trois jardins en terrasses descendant jusqu'à la Seine. Un bâtiment était installé plus haut, au niveau de l'actuelle rue Georges-Bizet. En 1663, la propriété appartient au contrôleur provincial des guerres Albert Varens, en 1764 au fermier du roi Berlu de Perussy, au nom de la comtesse de Boufflers, puis en 1778 à l'architecte Nicolas Le Noir, qui le revend 72 000 livres aux frères Périer, lesquels agrandissent le domaine pour leur projet de pompe à feu.

## Historique
Cette voie ouverte en 1900 sous le nom « rue Villebois-Mareuil », du nom du colonel Georges de Villebois-Mareuil, est classée dans la voirie parisienne par un décret du 23 mars 1904. Elle prend sa dénomination actuelle par un arrêté du 5 avril 1904.

## Bâtiments remarquables et lieux de mémoire
- No 4 : une plaque est apposée en façade à la mémoire de Roger Coquoin, commandant de la région Paris de l’armée secrète, mortellement blessé le 29 décembre 1943 dans l’immeuble par la Gestapo allemande.
- No 6 : immeuble construit par l’architecte Charles Lefebvre en 1903, signé en façade (côté avenue du Président-Wilson).